# Andrei Petrowitsch Dubassow
Andrei Petrowitsch Dubassow (russisch Андрей Петрович Дубасов, wiss. Transliteration Andrej Petrovič Dubasov; * 17. August 1984 in Nischnewartowsk, Autonomer Kreis der Chanten und Mansen) ist ein russischer Biathlet.
Andrei Dubassow nahm an seinen ersten internationalen Junioren-Rennen 2002 teil. Er trat in Ridnaun bei den Junioren-Weltmeisterschaften an und gewann nach einem 21. Platz im Sprint den Titel im Verfolgungsrennen. Zudem wurde er Zweiter mit der Staffel und 13. des Einzels. Ein Jahr später gewann er in Kościelisko die Titel im Sprint und mit der Staffel. In der Verfolgung wurde er Zehnter, im Einzel 19. Die Saison 2004/05 startete der Russe im Junioren-Europacup und lief meist unter die besten Zehn, bestes Ergebnis war ein zweiter Platz hinter Ondřej Moravec im Verfolgungsrennen von Obertilliach. Zwischen 2005 und 2009 nahm er international einzig an der Winter-Universiade 2007 in Cesana San Sicario teil. Bestes Ergebnis wurde dort Platz fünf im Einzel. Erstes Großereignis bei den Herren wurden die Biathlon-Europameisterschaften 2009 in Ufa. Im Sprint erreichte Dubassow Platz elf, in der Verfolgung wurde er 19.